# Тобин (Калифорнија)
Тобин (енгл. Tobin) насељено је место без административног статуса у америчкој савезној држави Калифорнија.

## Демографија
По попису из 2010. године број становника је 12, што је 1 (9,1%) становника више него 2000. године.
| Група             | 2000.     | 2010.       |
| Белци             | 8 (72,7%) | 12 (100,0%) |
| Афроамериканци    | 0 (0,0%)  | 0 (0,0%)    |
| Азијати           | 0 (0,0%)  | 0 (0,0%)    |
| Хиспаноамериканци | 3 (27,3%) | 0 (0,0%)    |
| Укупно            | 11        | 12          |